# Provincia de Sanmatenga
Sanmatenga es una de las 45 provincias de Burkina Faso, su capital es Kaya.

## Departamentos (población estimada a 1 de julio de 2018)
La provincia está dividida en once departamentos:
- Barsalogho 113,691
- Boussouma 112,522
- Dablo 29,335
- Kaya 167,195
- Korsimoro 61,533
- Mané 63,701
- Namissiguima 13,977
- Pensa 51,401
- Pibaoré 39,172
- Pissila 137,984
- Ziga 47,338